# Quattro Fontane
Als Quattro Fontane (deutsch Vier Brunnen) wird eine 1588 errichtete barocke Brunnenanlage in Rom bezeichnet. Sie besteht aus vier Einzelbrunnen aus Marmor (Tiber-, Juno-, Diana- und Arnobrunnen), die sich an den Ecken der Kreuzung von Via Quirinale und Via delle Quattro Fontane auf dem Scheitel des Quirinalshügels befinden.

## Gestaltung
Die Vier Brunnen wurden 1588 von Domenico Fontana (1543–1607) und Pietro da Cortona (1596–1669) im Auftrag von Papst Sixtus V. (1585–1590) erbaut. Mit der marmornen Brunnenanlage sollte die stadtplanerisch markante Straßenkreuzung auf dem Quirinalhügel aufgewertet werden. Als Brunnenfiguren wurden vier Gottheiten gewählt, nämlich die Flussgötter von Arno und Tiber sowie die Göttinnen aus der römischen Mythologie Diana und Juno. Die Figuren sind alle am Boden liegend, aber halb aufgerichtet auf einen Arm gestützt dargestellt.

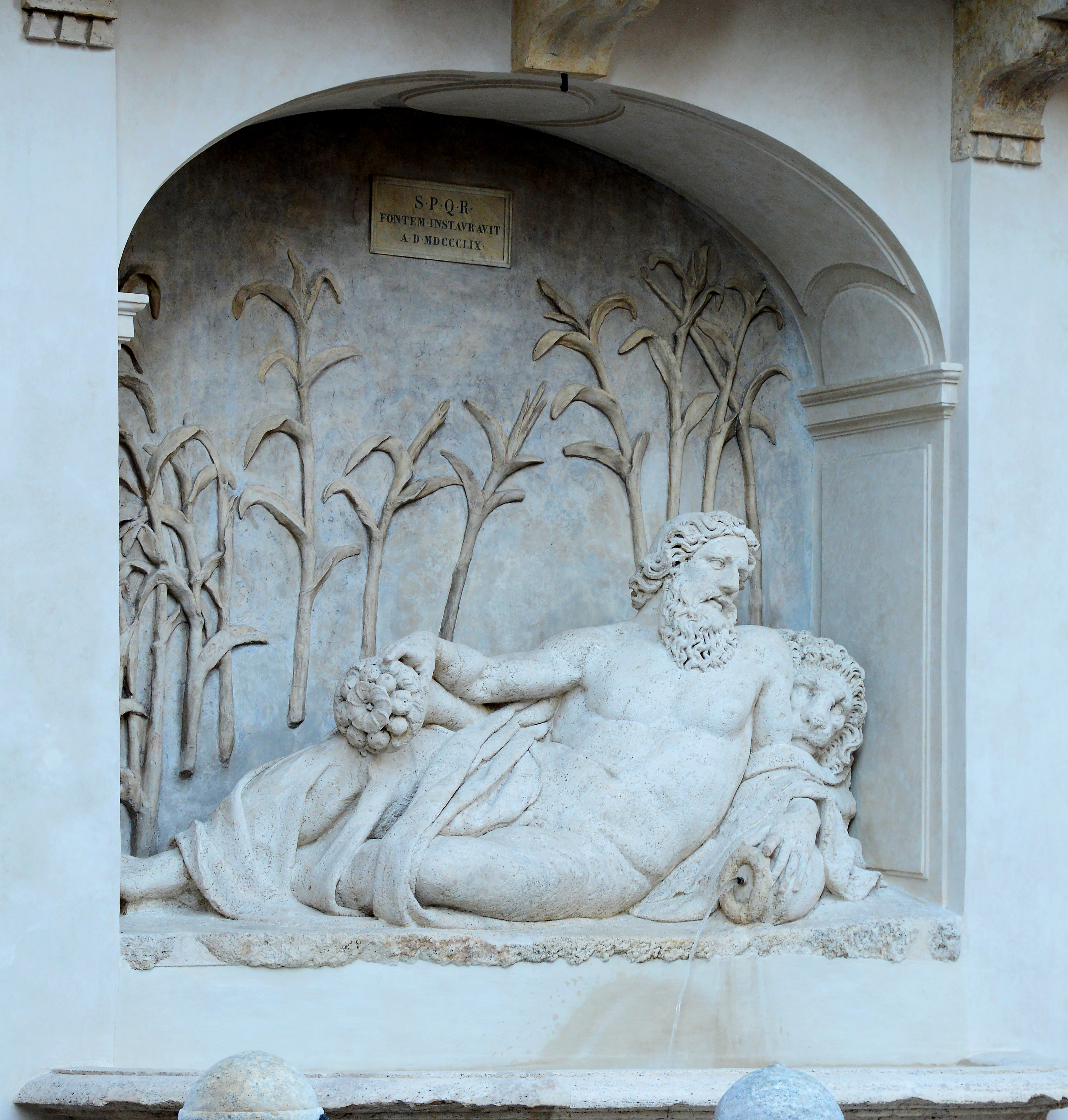
Arnobrunnen

### Arnobrunnen
Der Arnobrunnen zeigt einen bärtigen, nur mit einem Tuch halb bekleideten Mann, der sich mit seinem linken Arm auf einen liegenden Krug stützt (der als Wasserspeier dient). In seiner rechten Hand hält er einen Blumenstrauß. Hinter ihm schaut ein Löwenkopf hervor, die Rückwand ist mit Schilfrohr verziert.

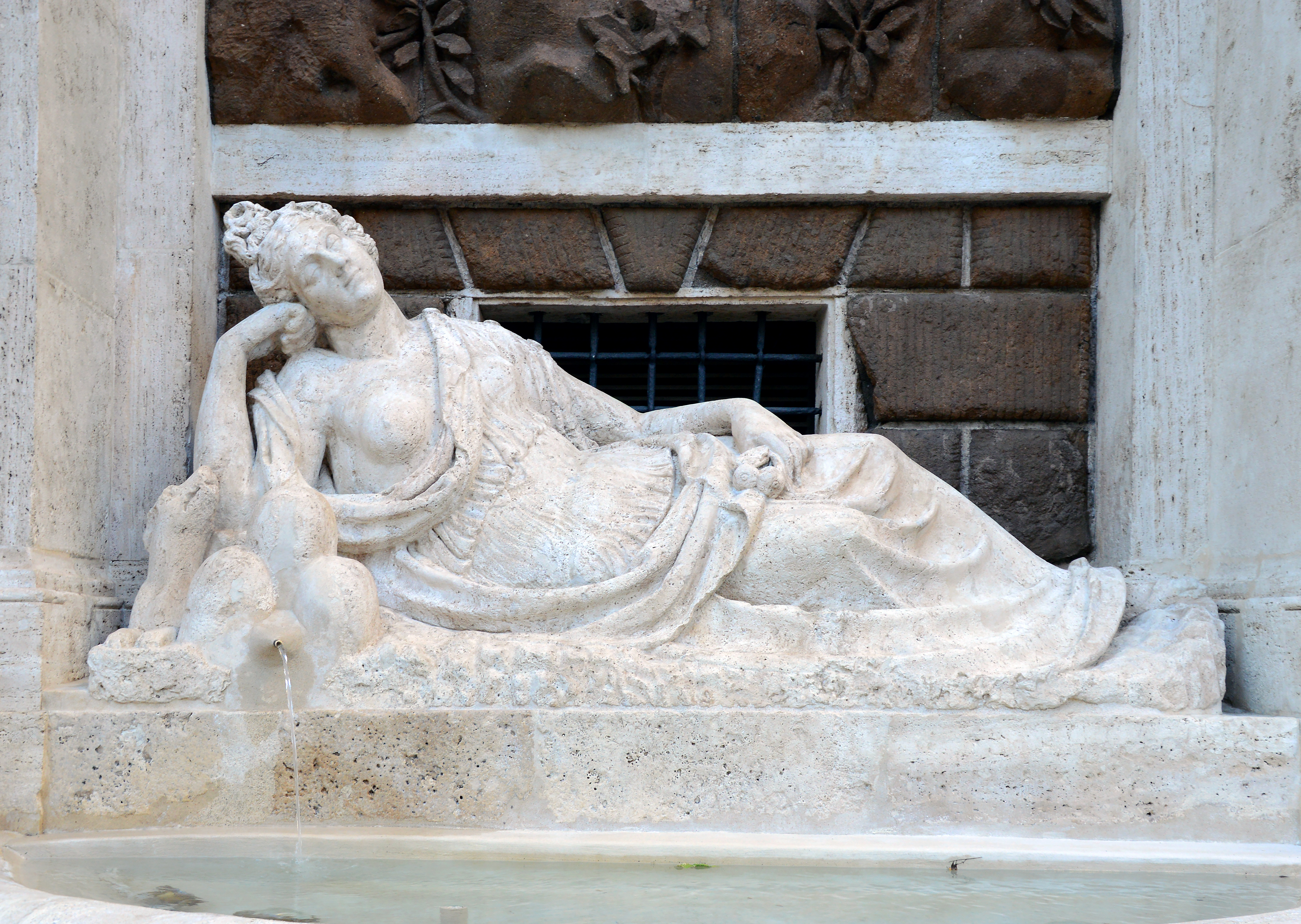
Dianabrunnen

### Dianabrunnen
Dieser Brunnen zeigt eine mit einem langen Kleid bekleidete Frau, bei der allerdings die rechte Brust entblößt ist. Sie stützt sich mit ihrem rechten Arm auf einen Felsen, aus dem Wasser strömt (Wasserspeier). In ihrer linken Hand hält sie einige Feigen. Es ist der einzige der Vier Brunnen, der nicht in einer eigenen Nische mit Rückwand platziert ist. An der Hauswand im Hintergrund sind aber steinerne Verzierungen mit Pflanzenmotiven angebracht.

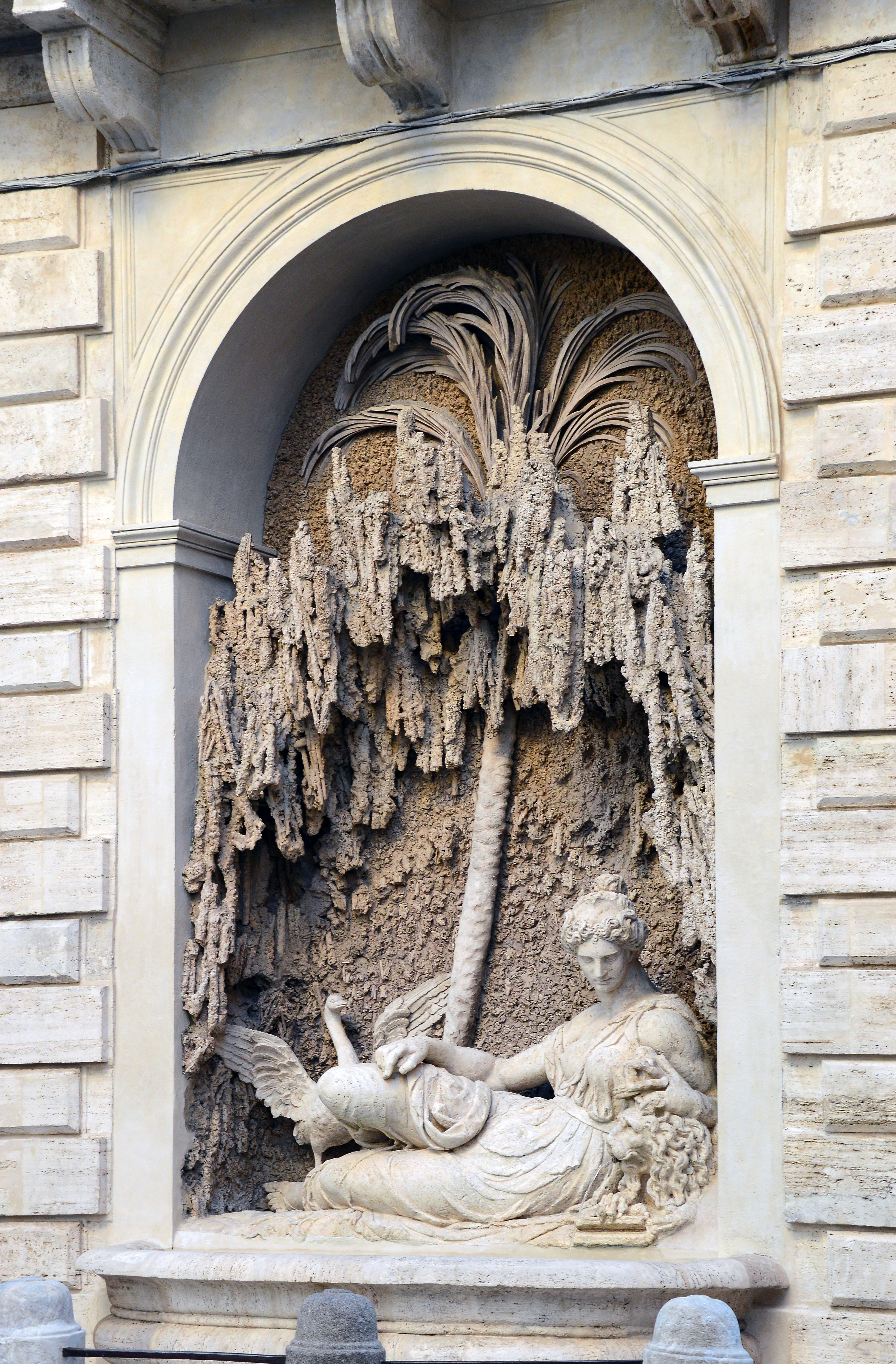
Junobrunnen

### Junobrunnen
Auch der Junobrunnen zeigt eine Frau, die ein wallendes Kleid trägt. Sie stützt ihren linken Arm auf einen Löwenkopf (dessen Maul als Wasserspeier dient), ihre rechte Hand ruht auf ihrem Knie. Über und hinter ihr wachsen eine Palme und üppige Weinreben, neben ihr ist eine mit den Flügeln schlagende, schnatternde Gans zu sehen.

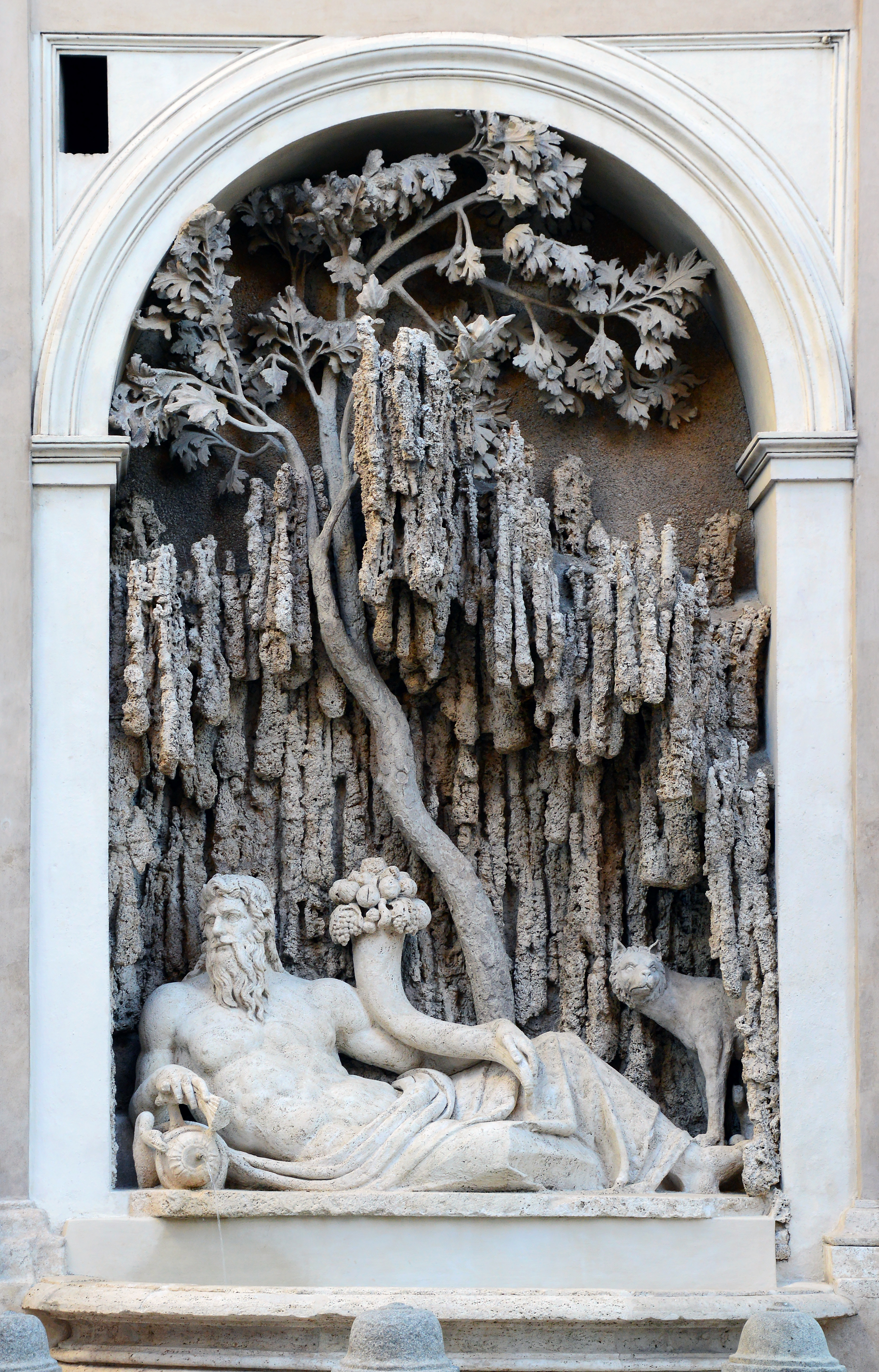
Tiberbrunnen

### Tiberbrunnen
Dieser Brunnen zeigt wie der Arnobrunnen einen nur mit einem Tuch halb bekleideten, bärtigen Mann, der sich mit seinem rechten Arm ebenfalls auf einen liegenden Krug stützt (Wasserspeier). In seinem linken Arm hält er ein Füllhorn mit Früchten. Über und hinter ihm wachsen ein Feigenbaum und üppige Weinreben, aus dem Hintergrund schaut ein Wolf hervor.

## Symbolik
Die Vier Brunnen verweisen mit zahlreichen Bezügen auf die Stadt Rom und deren Wohlstand. Der Flussgott des Arno symbolisiert zunächst einmal aber die Stadt Florenz, die im späten 16. Jahrhundert mit Rom eng verbündet war. Der dargestellte Löwenkopf nimmt Bezug auf das Wappentier der Stadt. Der Blumenstrauß verweist auf die Gründung der Stadt durch die Römer als Colonia Florentia (nach der Göttin der Blumen und des Pflanzenwachstums). Und das Schilfrohr bezieht sich auf das fruchtbare, aber teilweise noch sumpfige Arnotal, in dem Florenz entstand.
Juno ist nicht nur Göttin von Hochzeit, Ehe und Geburt, sondern auch Schirmherrin von Rom. Der Löwenkopf verweist auf das Wappentier von Florenz und die enge Verbundenheit der beiden Städte. Die zusammen mit der Göttin abgebildete Gans ist das heilige Tier der Juno. Laut einer Sage sollen Gänse einst die Stadt Rom mit ihrem lauten Schnattern vor einem feindlichen Überfall gewarnt und so gerettet haben. Die Weinreben stellen einen Bezug zum Tiberbrunnen dar.
Diana ist nicht nur die Göttin der Jagd, sondern wird bei diesem Brunnen vielmehr in ihrer Rolle als Göttin der Fruchtbarkeit gezeigt. Hierauf weisen nicht nur das aus einem Felsen entspringende Wasser und die nackte Brust hin, sondern auch die Feigen. Letztere bilden zudem einen Bezug auf den Tiberbrunnen.
Der Tiber symbolisiert das an seinen Ufern liegende Rom und ist gemeinsam mit dem Wolf als Wappentier der Stadt dargestellt. Laut einer Sage soll einst eine Wölfin den Gründer der Stadt, Romulus, und dessen Bruder Remus gesäugt und vor dem Hungertod gerettet haben. Das Füllhorn mit den Früchten steht für Reichtum und Überfluss in der Stadt. Der Feigenbaum und die Weinreben stehen nicht nur für Fruchtbarkeit und Wohlstand Roms, sondern verweisen auch auf die Brunnen von Juno und Diana.

## Umgebung

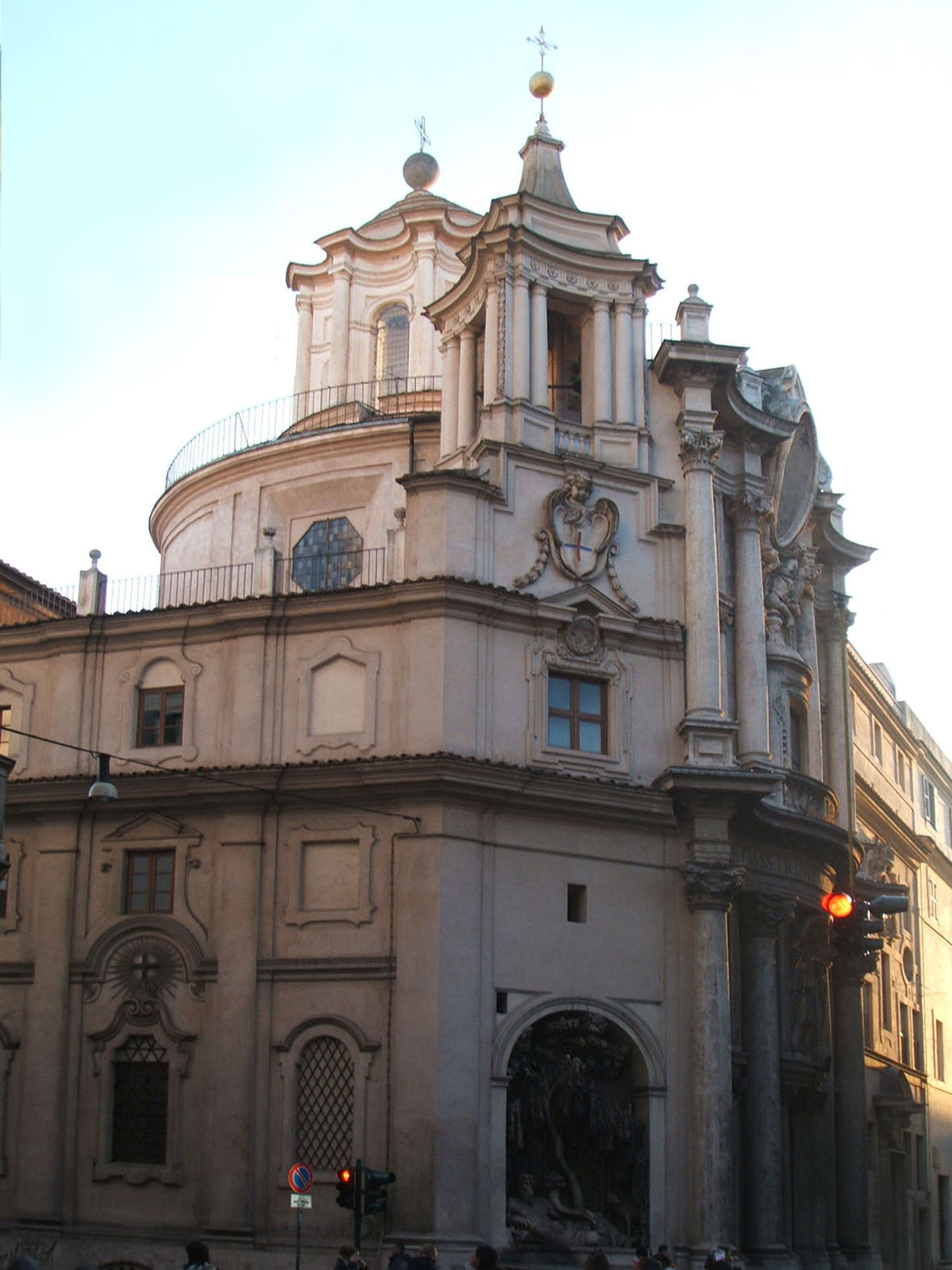
Kirche San Carlo alle Quattro Fontane

Bei der Straßenkreuzung von Via Quirinale und Via delle Quattro Fontane bei den Vier Brunnen befindet sich auch die Kirche San Carlo alle Quattro Fontane (dt.: Sankt Karl bei den vier Brunnen). Sie wurde von 1638 bis 1677 erbaut und gilt als eines der Hauptwerke des Barock-Architekten Francesco Borromini (1599–1667).
Die gesamte Kreuzung wurde vom Architekten und Stadtplaner Domenico Fontana (1543–1607) angelegt und ist auch stadtplanerisch ein Kunstwerk. Die Mitte der Kreuzung befindet sich nämlich auf den Sichtachsen von vier markanten Bauwerken Roms: Den drei Obelisken auf dem Quirinalplatz, an der Spanischen Treppe und vor der Kirche Santa Maria Maggiore (dt.: Groß Sankt Marien) sowie dem Stadttor der Porta Pia.